# Monuments nationaux de Derventa
Cet article recense les monuments nationaux situés sur le territoire de la municipalité de Derventa en Bosnie-Herzégovine et dans la république serbe de Bosnie. La liste établie par la Commission pour la protection des monuments nationaux compte 5 monuments nationaux inscrits sur la liste principale et 3 monuments inscrits sur une liste provisoire.

## Monuments nationaux
| Monument                                           | Ville ou village | Géolocalisation | Datation             | Commentaire éventuel                                | Photo |
| -------------------------------------------------- | ---------------- | --------------- | -------------------- | --------------------------------------------------- | ----- |
| Mosquée Dolnjačka                                  | Derventa         |                 | ?                    | Site et vestiges de l'ensemble architectural        |       |
| Mosquée de Ali Aga (Gradska džamija)               | Derventa         |                 | XVIIIe siècle ; 1895 | Site et vestiges de l'ensemble architectural        |       |
| Collections muséographiques du monastère de Plehan |                  |                 |                      | Actuellement conservées à Slavonski Brod en Croatie |       |
| Cimetière catholique de Rabić                      | Derventa         |                 | ?                    |                                                     |       |
| Site préhistorique de Vis                          | Modran           |                 |                      | Site archéologique                                  |       |

## Liste provisoire
| Monument                           | Ville ou village | Géolocalisation | Datation | Commentaire éventuel | Photo |
| ---------------------------------- | ---------------- | --------------- | -------- | -------------------- | ----- |
| Église Saint-Élie de Bukvik        | Bukvik-Detlak    |                 |          |                      |       |
| Bibliothèque nationale de Derventa | Derventa         |                 |          |                      |       |
| Bâtiment du lycée de Derventa      | Derventa         |                 |          |                      |       |